# Unicaja Almería
Unicaja Arukasur Almería ist ein spanischer Männer-Volleyballverein aus Almería. Er spielt derzeit in der Superliga, der höchsten spanischen Liga.

## Geschichte
Die erfolgreichen Zeiten von Unicaja Arukasur Almería begannen erst mit den 1990er Jahren, damals noch unter dem Namen Unicaja Almería. Der Volleyballverein spielt seit 1992 in der Superliga, 1995 konnte man mit dem Cupgewinn den ersten Titel erlangen. Seitdem folgten acht Meistertitel und fünf weitere Cupsiege; auch die ersten beiden Supercups Spaniens konnten gewonnen werden. Im internationalen Geschehen konnte man sich mit dem 3. Platz im Top Teams Cup von 2001 einen Champions-League-Platz erarbeiten, in der man mittlerweile zu einer festen Größe zählt. Im Juli 2006 folgte dann die Umbenennung in Unicaja Arukasur Almería. In diesem Jahr konnte der Verein dann auch zum dritten Mal den Supercup gewinnen.

## Erfolge
- Spanischer Meister: 1997, 1998, 2000, 2001, 2002, 2003, 2004, 2005, 2013, 2015
- Spanischer Cupsieger: 1995, 1998, 1999, 2000, 2002, 2007, 2009, 2010, 2014, 2016
- Spanischer Supercupsieger: 1995, 2002, 2003, 2006, 2010, 2011, 2015

## Bekannte Spieler und Trainer

### Spieler
- Rafael Pascual  Spanien
- Juan José Salvador  Spanien
- Steven Shittu  Belgien/ Nigeria
- Luis Pedro Suela  Spanien
- Christian Strelhau  Frankreich